# Ogcodes shirakii
Ogcodes shirakii är en tvåvingeart som beskrevs av Evert I. Schlinger 1960. Ogcodes shirakii ingår i släktet Ogcodes och familjen kulflugor. Inga underarter finns listade i Catalogue of Life.